# Xerraire de Cambodja
El xerraire de Cambodja (Garrulax ferrarius) és un ocell de la família dels leiotríquids (Leiothrichidae).

## Hàbitat i distribució
Viu entre la malesa dels boscos del sud-oest de Cambodja.